# Yonna

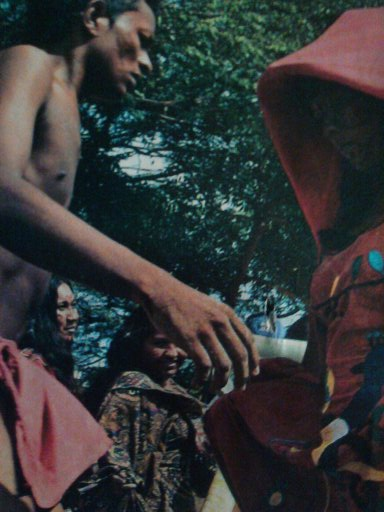
Danzando.

La yonna es un baile tradicional autóctono del pueblo wayú en Colombia y Venezuela. Es conocido también como chichamaya. Se danza en las celebraciones relacionadas con el desarrollo de la mujer y transcurre mediante diferentes pasos, movimientos corporales, expresiones faciales y etapas en que ella avanza al ritmo del tambor, desafiando y persiguiendo al hombre, que retrocede tratando de no caer.  Los instrumentos principales que se usan son flautas, pitos y los  tambores.
El baile de la yonna consta de tres pasos principales que buscan el bienestar, la paz y la unión familiar de la comunidad. Para el pueblo wayúu las estrellas y el sol son entidades cercanas, y las personas se reúnen en la tierra para no olvidar de donde vienen.
En la yonna la articulan espacio y cuerpo, dimensiones y movimientos, hombre y mujer, representando la articulación entre humanos y naturaleza, tierra y cosmos, en unas relaciones sometidas a tensiones y pruebas, como la competencia  entre los danzarines. Algunos de los símbolos fundamentales de la cosmología y relatos wayú fundamentan las concepciones del cuerpo y del espacio, del movimiento y de las expresiones faciales durante el conjunto de esta danza.